# 行くぞ大洋
『行くぞ大洋』（ゆくぞたいよう）とは、かつて日本プロ野球のセントラル・リーグに所属していた大洋ホエールズ（後の横浜ベイスターズ、現・横浜DeNAベイスターズ）の球団歌。作詞・能丸武、作曲・三鷹淳。発表・制定は1977年（昭和52年）。

## 概要
1950年（昭和25年）の球団創設以来、初めての球団歌として川崎球場を本拠地として使用した最終年である1977年に制定され、日本コロムビアよりレコードが発売された。発表当時、セントラル・リーグの6球団はもとよりパシフィック・リーグを含む日本野球機構（NPB）所属12球団の中では大洋が最後発の球団歌制定であった。B面は大洋ホエールズ讃歌「勝利花」で、歌唱者のクレジットは「大洋ホエールズ選手/三鷹淳とチャッピーズ」で、レコーディングに参加した選手は福嶋久晃、伊藤勲、奥江英幸、平松政次、松原誠、江尻亮、山下大輔、中塚政幸、野口善男、谷岡潔の10名。
球団は翌1978年（昭和53年）より横浜スタジアムへ本拠地を移転し「横浜大洋ホエールズ」へ改称したが、この球団歌に関しては歌詞に地名が入っていないこともあり1992年（平成4年）まで引き続き使用された。その関係でレコードのジャケットにはオレンジと緑色（いわゆる湘南電車カラー）のユニフォームを着た選手10名が整列している初期バージョンと、1978年以降の横浜スタジアムを背景に紺色のユニフォームを着た選手12名が整列している後期バージョンの2種類が存在する。
本曲・「勝利花」ともに1989年（平成元年） - 1992年までコロムビアミュージックエンタテインメント（CME、現・日本コロムビア）よりCD・カセットテープで発売された『横浜大洋ホエールズ選手別応援歌』に収録されている。2004年（平成16年）1月21日にCMEより発売されたコンピレーション・アルバム『ハーバーライト 〜横浜BEST〜』ではトラック18に収録された。
2016年、DeNAがベイスターズの親会社になってから5周年を記念して、ベイスターズ球団から復刻版CD「『行くぞ大洋/勝利花』We☆YOKOHAMA限定パッケージ」が発売された。

## エピソード
- 作曲者の三鷹は1963年（昭和38年）に発表された「巨人軍の歌 -闘魂こめて-」で守屋浩、若山彰と共に創唱者となっており、大洋ファンの玉置宏から無節操だと苦言を呈されたことがあると回顧している[1]。
- 作詞者の能丸は前年にセントラル・リーグ連盟歌「六つの星」を手掛けており「行くぞ大洋」が発売された翌1978年には2014年（平成26年）まで使用された中日の前球団歌「勝利の叫び」を作詞した。